# Divulje
Divulje is een plaats in de gemeente Trogir in de Kroatische provincie Split-Dalmatië. De plaats telt 37 inwoners (2001).